# Aladdin (musical fra 1995)
 For alternative betydninger, se Aladdin (flertydig). (Se også artikler, som begynder med Aladdin)
Aladdin er en dansk musical baseret på Tusind og en Nats eventyr. Musicalen har tekst af Sebastian og musik af Sebastian og Morten Kærså (Moonjam), og havde premiere på Gladsaxe Teater i 1995.

## Soundtrack
Sangene og musikken fra forestillingen udkom på CD den 11. april 1995. På albummet medvirker Alberte Winding, Peter Gilsfort, Nastja Arcel, Nis Bank-Mikkelsen og Aage Haugland som solister.

### Spor
1. "Ouverture (Rejsesangen)"
2. "Noureddins Sang"
3. "Klagekor"
4. "Hulen"
5. "Ringens Ånd"
6. "Gulnares Bad"
7. "Kærlighedstema 1"
8. "Lampens Ånd"
9. "Gulnares Sang"
10. "Slavemarch"
11. "Aladins Bad"
12. "Paladset Bygges"
13. "Brylluppet"
14. "Mavedans"
15. "Sangen Om Slangen"
16. "Bryllupsfesten"
17. "Jagten"
18. "Krybets Sang"
19. "Vuggesang"
20. "Kærlighedstema 2"
21. "Hyldestkor"
22. "Epilog"

### Hitliste
| Hitliste (1995)        | Højeste placering |
| ---------------------- | ----------------- |
| Danmark (Album Top-40) | 35                |